# غابرييل باربوسا (لاعب كرة قدم)
غابرييل باربوسا هو لاعب كرة قدم برازيلي، ولد في 1999 في أنابوليس في البرازيل. لعب مع نادي سبال.